# Postern hadművelet
A Postern hadművelet (Operation Postern, magyarul Kiskapu hadművelet) a második világháború egyik csatasorozata volt Új-Guineán 1943. szeptember 4. és 1944. április 24. között. A szövetséges csapatok célja a Markham-völgy és a Huon-félsziget megtisztítása volt a japánoktól.

## Háttér

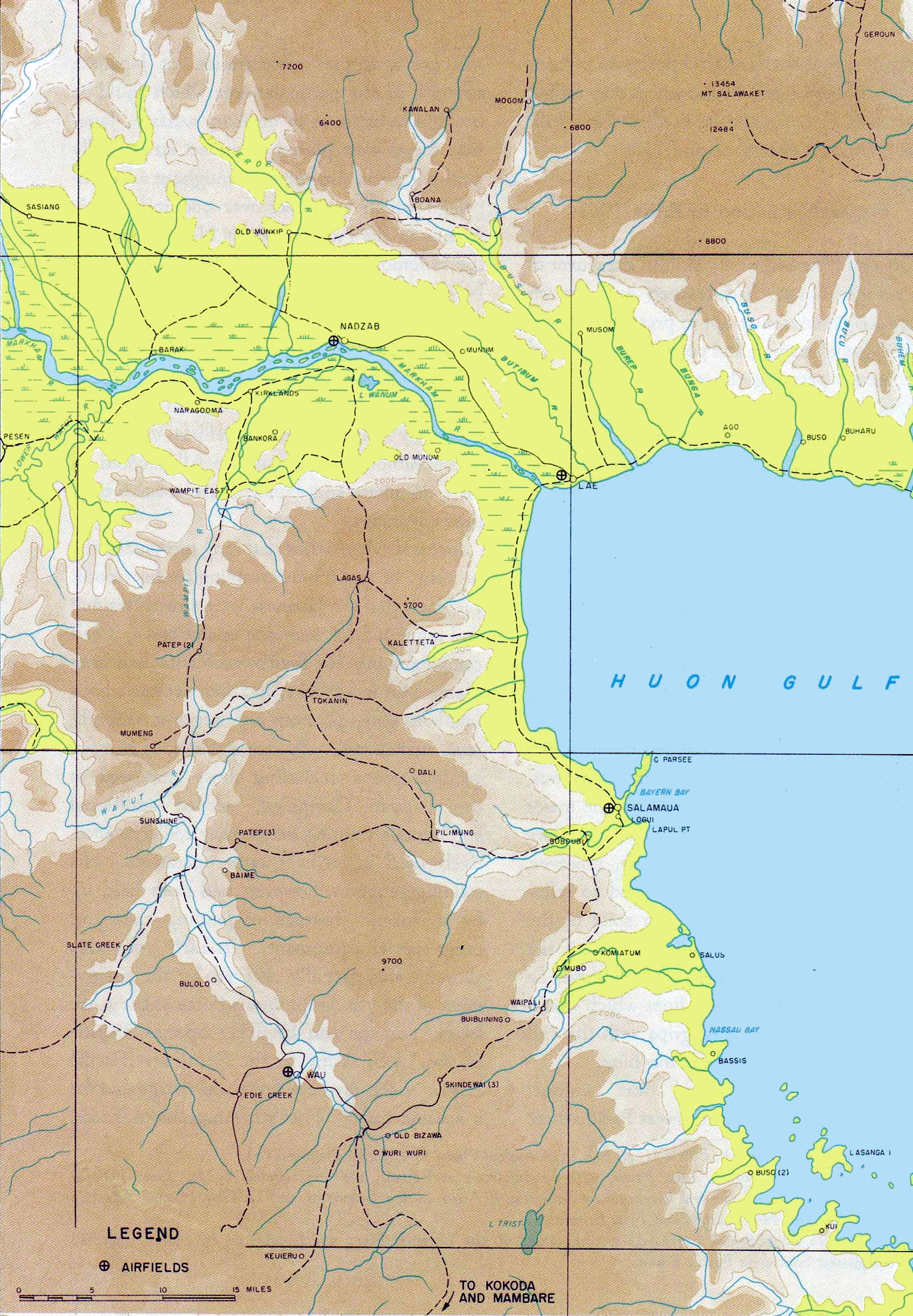
A térség térképe

1943 elején a szövetségesek több tervet dolgoztak ki, először Rabaul elfoglalására, majd izolálására. Az Eklton III terv Második hadműveletként (Operation II) építette be Lae, Salamaua és Finschafen, majd Madang elfoglalását. Végül a tervezett akciókat a Cartwheel hadművelet Postren hadmozdulataiként hajtották végre. A Cartwheel indítását június 30-ára tervezték, így Lae megtámadása augusztus végén, Salamaua és Finschhafen ostroma pedig november közepén következett volna. A Madang elleni akció kezdetét december elejére tervezték. Az időpontok a végrehajtás során megváltoztak.
A japánok 1942 márciusában vonultak be a Huon-félszigetre, és elfoglaltak két fontos települést, Laét és Salamauát. Ezzel biztosították a hajóforgalmat Új-Guinea és Új-Britannia között. A két település fontos kiindulópontja lett az északi parti Buna és Gona elleni akcióknak, valamint a Kokoda ösvény ellenőrzéséért tett erőfeszítéseknek.
A japánok kudarcot vallottak, és az ausztrál csapatok, amerikai támogatással, 1942 végén és 1943 elején visszafoglalták Bunát és Gonát. A két településről 5400 japán katona vonult vissza Laéba és Salamauába. A Huon-félszigethez legközelebbi szövetséges bázis Wauban volt, amelyet a japánok sikertelenül próbáltak meg elfoglalni.
Adacsi Hatazó tábornok, a japán nyolcadik hadsereg parancsnoka elhatározta, hogy megvédi Laét és Salamauát, amelyek kulcsfontosságúak voltak Rabaul megóvásában, ezért erősítést küldött. A nyolc szállítóhajót azonban a szövetséges légierő megsemmisítette a Bismarck-tengeri csatában. A két bázist mindössze ezer japán katona érte el.

## Salamaua és Lae
A Postern hadművelet első lépcsője Salamaua és Lae elfoglalása volt. A cél érdekében az amerikaiak június 29-éről 30-ára virradó éjszaka partra szálltak a Nassau-öbölben, az ausztrálok pedig elindultak Wauból a tengerpart felé. A szövetségesek bevették Mubót, majd a Tambu-hegyet augusztus közepére. Adacsi attól tartott, hogy nem tudja Laét megmenteni, ha Salamaua elesik, ezért 11 ezer emberéből 9 ezret oda csoportosított át.
Szeptember 4-én az ausztrál 9. dandár partra szállt a jelentősen meggyengült Lae közelében, és a település felé nyomult. Másnap amerikai ejtőernyősök elfoglalták a nadzabi repülőteret, és másnaptól érkeztek az ausztrál utánpótlást szállító repülők. Adacsi belátta, hogy sem Lae, sem Salamaua nem tartható, ezért megkezdte csapatai áthelyezését Finschafenbe. Szeptember 11-én az amerikaiak bevonultak Salamauába, 16-án pedig az ausztrálok érkeztek meg Laéba. A harcokban 500 ausztrál elesett, 1300 megsebesült. Az amerikaiak közül 81 meghalt, 396 megsebesült. A japánok 2722 embert vesztettek.

## Bogadijm, Finschafen, Madang

### Markham-völgyi csaták

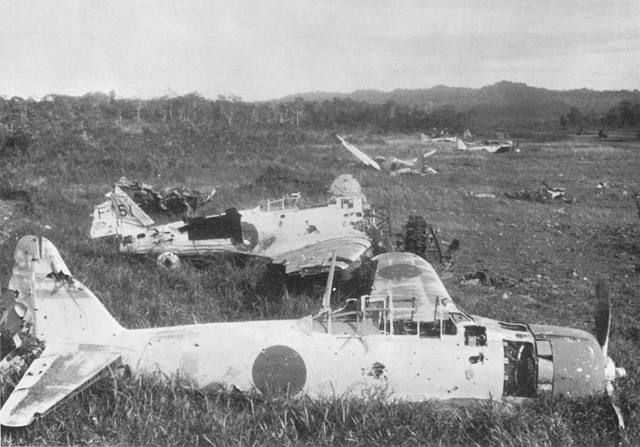
Megsemmisített japán repülőgépek lae közelében

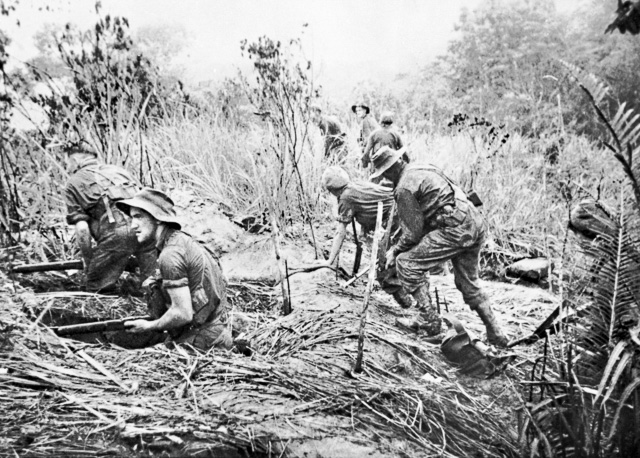
Ausztrál katonák Mubo és Salamaua között

A Postern hadművelet második nagyobb fázisában a szövetségesek két külön fronton harcoltak. Az egyik erő a Markham-völgyben kapaszkodott fel a gerincre, majd a Ramu-völgyben ereszkedett lefelé. Ezután északi irányba fordult, és Bogadijm közelében kiért a tengerpartra. A második csapattest a partvonalat követte.
A Markham-völgyi csapatok szeptember 20-án elérték a völgy felső végén található Kaiapit. Október 4-én elfoglalták a Ramu-völgyben Dumput. A szövetségeseknek még ebben a hónapban sikerült megvetniük a lábukat a Shaggy-gerincen. December 8-án a japánok ellentámadást indítottak Dumpunál, és visszanyomták az ausztrálokat. A leghevesebb támadás december 12-éről 13-ára virradó éjszaka volt. A japán veszteségek olyan nagyok voltak, hogy az offenzíva kifulladt.
A Finisterre-hegységbeli főbb csaták január végén befejeződtek, és az ausztrálok három irányból támadtak a Kankiryo-nyeregnél, a Fari-völgy felső részén. Január 26-án elfoglalták a nyerget, az utolsó japán pozíciót, amely a Crater-hegyen volt, február 1-jén semlegesítették. A japánok harcolva vonultak vissza a tengerpart felé. Az ausztrálok április 13-án elérték Bogadijmot az északi parton.

### Harcok Finschanért, Madang kiürítése
Az ausztrálok szeptember 22-én partra szálltak Finschafentől északra, és megindultak a kikötő felé, amely hamarosan elesett. Október 16-án a japánok ellentámadást indítottak az ausztrál hídfő ellen, az offenzíva azonban hamarosan kifulladt. Október 29-én megkezdődött Sattelberg ostroma, amely november 25-én fejeződött be. Ezután az ausztrálok elfoglalták Wareót.
1944. január 2-án az amerikaiak partra szálltak Saidornál, aminek következtében a japánok kivonták csapataikat a térségből. A visszavonuló japánok, nagyjából a fele az útnak induló 20 ezernek, február közepén érték el Madangot. A japánok az események hatására úgy döntöttek, hogy feladják a várost, amelybe az ausztrálok április 24-én vonultak be.

## Következmények
Új-Britanniában megindult a Dexterity hadművelet, amelynek eredményeképpen a szövetségesek ellenőrizhették az Új-Guinea és Új-Britannia közötti Vitiaz-szoros hajóforgalmát, ami jelentősen megkönnyítette a fő cél, Rabaul semlegesítésének teljesülését. A Dexterity a december 15-ei arawei partraszállással kezdődött, majd a december 26-ai Gloucester-foki csatával folytatódott.
Adacsi tábornok komoly veszteségeket szenvedett el, de még nem adta fel a harcot. Megtette az előkészületeket a wewaki nagy bázis védelmére, a szövetségesek viszont úgy döntöttek, hogy nem ostromolják meg azt, hanem elszigetelik. Áprilisban megkezdődött a Reckless hadművelet, Hollandia és Aitape elfoglalása, és Adacsi két tűz közé került. Késő júniusban megpróbált nyugati irányba kitörni, de az amerikaiak a Driniumor-folyó menti csatában visszaverték. Az ausztrálok 1945 tavaszán offenzívát indítottak, és Adacsi kénytelen volt a hegyek felé visszavonulni. Amikor 1945. szeptember 13-án megadta magát, csak 13 500 katonája volt életben a korábbi 30 ezerből.